# Landeyrat
Landeyrat – miejscowość i gmina we Francji, w regionie Owernia-Rodan-Alpy, w departamencie Cantal.
Według danych na rok 1990 gminę zamieszkiwało 130 osób, a gęstość zaludnienia wynosiła 6 osób/km² (wśród 1310 gmin Owernii Landeyrat plasuje się na 714. miejscu pod względem liczby ludności, natomiast pod względem powierzchni na miejscu 397.).